# Escudo de Marinilla
El escudo de armas de Marinilla es el emblema heráldico que durante más de 200 años ha identificado al municipio de Marinilla, ciudad del departamento de Antioquia (Colombia), siendo concedido por el rey Carlos II, por medio de la Real Cédula dada en Aranjuez el 25 de junio de 1795.
El escudo, junto con la bandera y el himno, tienen el reconocimiento de símbolos oficiales del municipio de Marinilla. Además, el blasón como símbolo de la localidad forma parte de la imagen institucional de la administración municipal, por lo cual está presente en los actos protocolarios, en la papelería oficial, en el mobiliario urbano o en las obras públicas.

## Real Cédula que concede el escudo de armas
Armas para la Villa de Marinilla

Don Carlos (II) por la gracia de Dios Rey de Castilla, de León, de Aragón, de las dos Sicilias, de Jerusalén, de Navarra, de Granada, de Toledo, de Valencia, de Murcia, de Jaén de los Algarves, de Algeciras, de Gibraltar, de las Islas Canarias, de las Indias Orientales y Occidentales, Islas y Tierra firme del Mar Océano, Archiduque de Austria, Duque de Borgoña, de Bravante y Milán, Conde de Hapsburgo, de Flandes, de Tirol y Barcelona, Señor de Viscaya y de Molina, etc.
Por cuanto por parte del Cabildo,Justicia y Regimiento de la villa de la Marinilla, distrito del Virreinato de Santafé, se me ha hecho presente que en veintiuno de septiembre de mil setecientos ochenta y siete se le concedió la gracia de título de villa, con las prerrogativas anexas a esto distintivo, suplicando que mediante serla indispensable que, como tal, tenga el sello u armas correspondientes, a fin do autorizar los despachos y demás papeles que ocurran en su gobierno, me digne conceder a aquella villa facultad para que pueda usar de armas correspondientes, a fin de autorizar los despachos y demás papeles que ocurran en su gobierno, me digne conceder a aquella villa facultad para que pueda usar de armas en los términos expresados, y vista esta instancia en mi Consejo de Cámara de Indias con lo expuesto por mi fiscal, he venido en acceder a ello; por tanto, por el presente doy concedo facultad a la referida villa de la Marinilla para que aquí en adelante haya y tenga por sus armas conocidas, un escudo que en el medio tenga dos brazos de encarnación sobre campo azul, cuyo color os símbolo de perseverancia, recompensa y lealtad, que se vean unidos y vestidos a la española antigua y original traje indio, pendiente de la mano española el arpón y saeta, y de la india el mosquete o fusil, orlado este escudo de oro, en demostración de su actual y futura prosperidad y poder, y de letras negras este tema:
"PRO RELIGIONE ET REGE MUNERA ANTIQUITAT1S NOBIS CQMUNIA," como está figurado y pintado en el escudo que acompaña este despacho, con certificación de ser el mismo que en él se expresa, las cuales referidas armas doy a la mencionada villa para que las pueda usar y poner en sus pendones, sellos, escudos, banderas y estandartes, y en las otras partes y lugares que quisiere y por bien tuviera.
Dada en Aranjuez a veinticinco de junio de mil setecientos  0 noventa y cinco.
Yo El Rey